# Dun Dornaigil
Dun Dornaigil (auch Dornadilla genannt) ist ein Broch in der Grafschaft Sutherland mitten in den schottischen Highlands. Er liegt bei Alltnacaillich südlich des Loch Hope.
Die Ringmauer ist lediglich über dem Eingang noch 6,7 m hoch während der Rest nur noch etwa 2,4 m hoch ist. Über dem Eingang liegt ein gewaltiger Dreieckssturz, (engl. triangular lintel) wie ihn auch der Broch von Culswick und das Caisteal Grugaig zeigen. Das Innere des hohen Wandteils ist zusammengebrochen, und ein Betonpfeiler stützt die Fassade. Grund für den Zusammenbruch ist, dass der Broch am Rand einer Flussterrasse über dem Strathmore gebaut wurde, der mäandrierte und seinen Lauf über die Jahrhunderte verlegte.

Dun Dornaigil
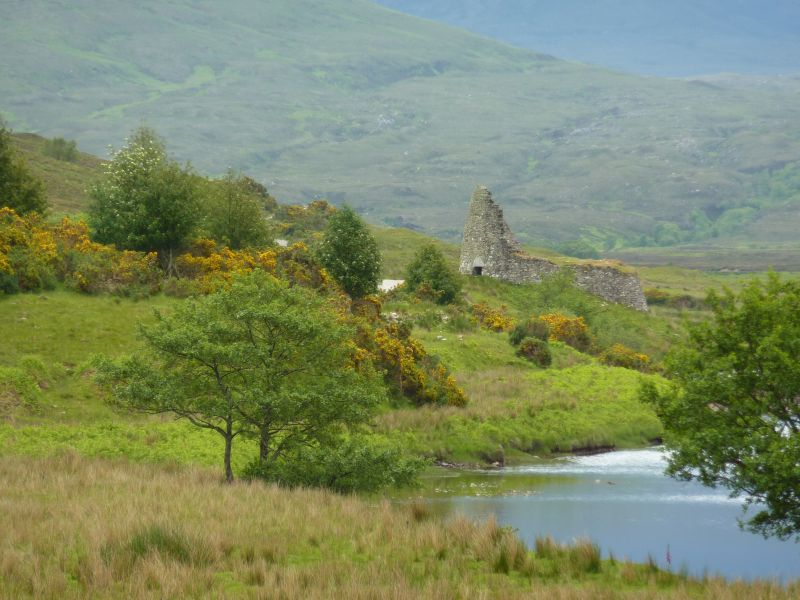
Dun Dornaigil
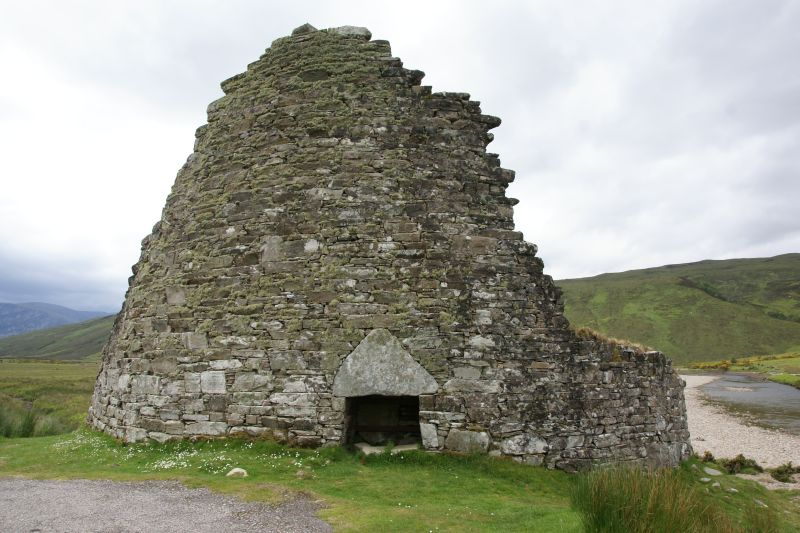
Der Eingang
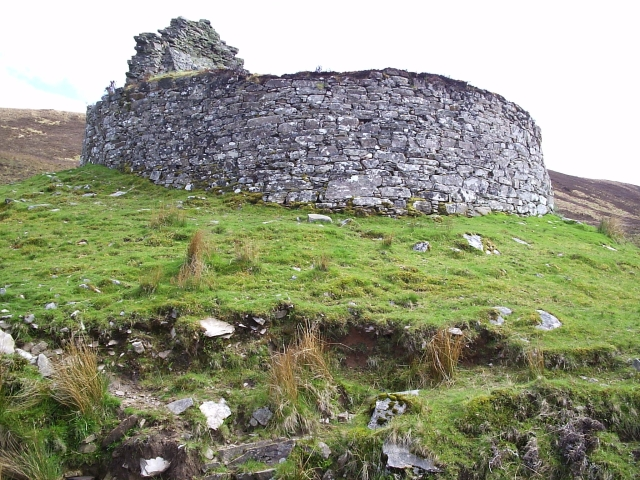
Die Flussseite
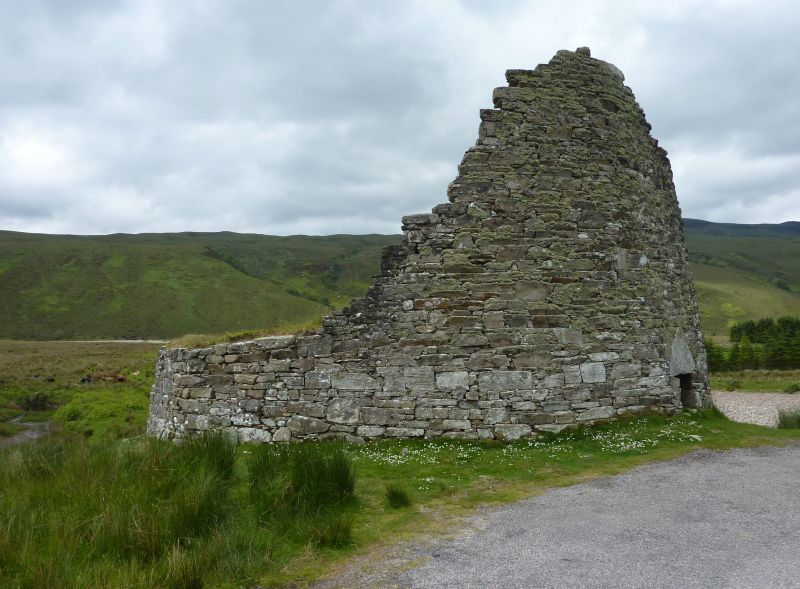
Seitenansicht

Innerhalb der Mauer befinden sich eine Steintreppe und mehrere schmale Galerien. Der Innenraum hat 14,5 m Durchmesser. Der Broch ist nicht ausgegraben worden und liegt voller Trümmer.